# 飯尾英樹
飯尾 英樹（いいお ひでき、1968年4月12日 - ）は、静岡県出身の俳優。身長176cm、体重は66kg。血液型はO型。工学院大学工学部生産機械工学科卒業。文学座、夢工房に所属していた。

## 出演歴

### テレビ

#### テレビ朝日
- スーパー戦隊シリーズ
  - 鳥人戦隊ジェットマン
  - 爆竜戦隊アバレンジャー第5話
- PS羅生門
- 伊藤潤二恐怖コレクション 墓標の町
- 仮面ライダーアギト第4話
- 代表取締役刑事
- 土曜ワイド劇場 結婚適齢期
- 相棒
  - Season 1 第1話「警視総監室にダイナマイト男が乱入！刑事が人質に！？犯罪の影に女あり…」（2002年10月9日）
  - Season 4 第11話「汚れある悪戯」（2006年1月1日）

#### TBS系列
- 松本清張没後10年特別企画『死んだ馬・殺意の接点』
- 月曜ミステリー劇場 税務調査官・窓際太郎の事件簿12
- ウルトラマンコスモス 第61話（MBS制作） - 研究員 役

#### フジテレビ系列
- 温泉へ行こう4 第2話
- スタアの恋 第5話

#### 日本テレビ
- 未来創造堂
- 私立探偵 濱マイク第8話
- 刑事貴族
- しんドラ ようこそ夢クラ
- スーパーテレビ 妹よ!
- 火曜サスペンス劇場 警視庁鑑識班16

#### テレビ東京系列
- 女と愛とミステリー
  - 奈良斑鳩の里 殺意の径
  - 古都奈良殺人ライン〜八木沢警部補の捜査

#### NHK
- 大河ドラマ 武蔵 MUSASHI 第30/31話－ 八十島道与 役
- 柳生十兵衛七番勝負　最後の闘い 第6話

#### WOWOW
- Seven's Face

### 映画
- 夢追いかけて
- こっくりさん
- ゴジラ
  - ゴジラ×メガギラス G消滅作戦（2000年）
  - ゴジラ・モスラ・キングギドラ 大怪獣総攻撃（2001年） - 防衛軍隊員 役[1]
- シュガースイート

#### Vシネマ
- 誘う悪女
- 女教師 保健室の誘惑
- 投稿性図鑑2/3
- 夫のいない昼下がり 許されない人妻の情事
- ラブホテル 初めての体験STORY1
- 女社長男狩り
- 美人妻の出会い 生と性の悦び
- 蛇女 － 匡子のボーイフレンド 役
- 令嬢強奪
- 眠る女 － 宮田敦 役
- PTSD － 沢木英二 役
- 人妻は夫のいない昼下がり何を考えて生活しているのか － 萩島達夫 役
- 令嬢ごう奮・ガマ
- 令嬢強奪
- 実録・最後の愚連隊
- 新日本の首領2
- 二つの道 － 高校教師 役

### CM
- コナミ ゴエモンもののけ双六

### 舞台
- おふくろ
- 和泉屋染物店
- 人民の敵
- 龍馬を越えた女達
- 麻布69番 密林のパイプ
- 活辯 行為悲戀姫
- 河豚
- 遺族達
- 母の席

### VP
- イノベックス
- エジソン生命
- メンタルヘルスケア